# Bassoles-Aulers
Bassoles-Aulers ist eine französische Gemeinde mit 130 Einwohnern (Stand 1. Januar 2022) im Département Aisne in der Region Hauts-de-France; sie gehört zum Arrondissement Laon und zum Kanton Laon-1.

## Geografie
Die Gemeinde Bassoles-Aulers liegt am Ende eines Seitentals der Ailette im Westen des Höhenzuges Chemin des Dames, 18 'Kilometer westlich von Laon. Umgeben wird Bassoles-Aulers von den Nachbargemeinden Fresnes-sous-Coucy im Norden, Prémontré im Nordosten und Osten, Brancourt-en-Laonnois im Südosten, Quincy-Basse im Süden, Landricourt und Jumencourt im Südwesten und Westen sowie Coucy-la-Ville im Nordwesten.

## Bevölkerungsentwicklung
| Jahr                       | 1962 | 1968 | 1975 | 1982 | 1990 | 1999 | 2006 | 2013 | 2021 |
| Einwohner                  | 150  | 157  | 140  | 146  | 121  | 144  | 137  | 143  | 129  |
| Quellen: Cassini und INSEE |      |      |      |      |      |      |      |      |      |

## Sehenswürdigkeiten

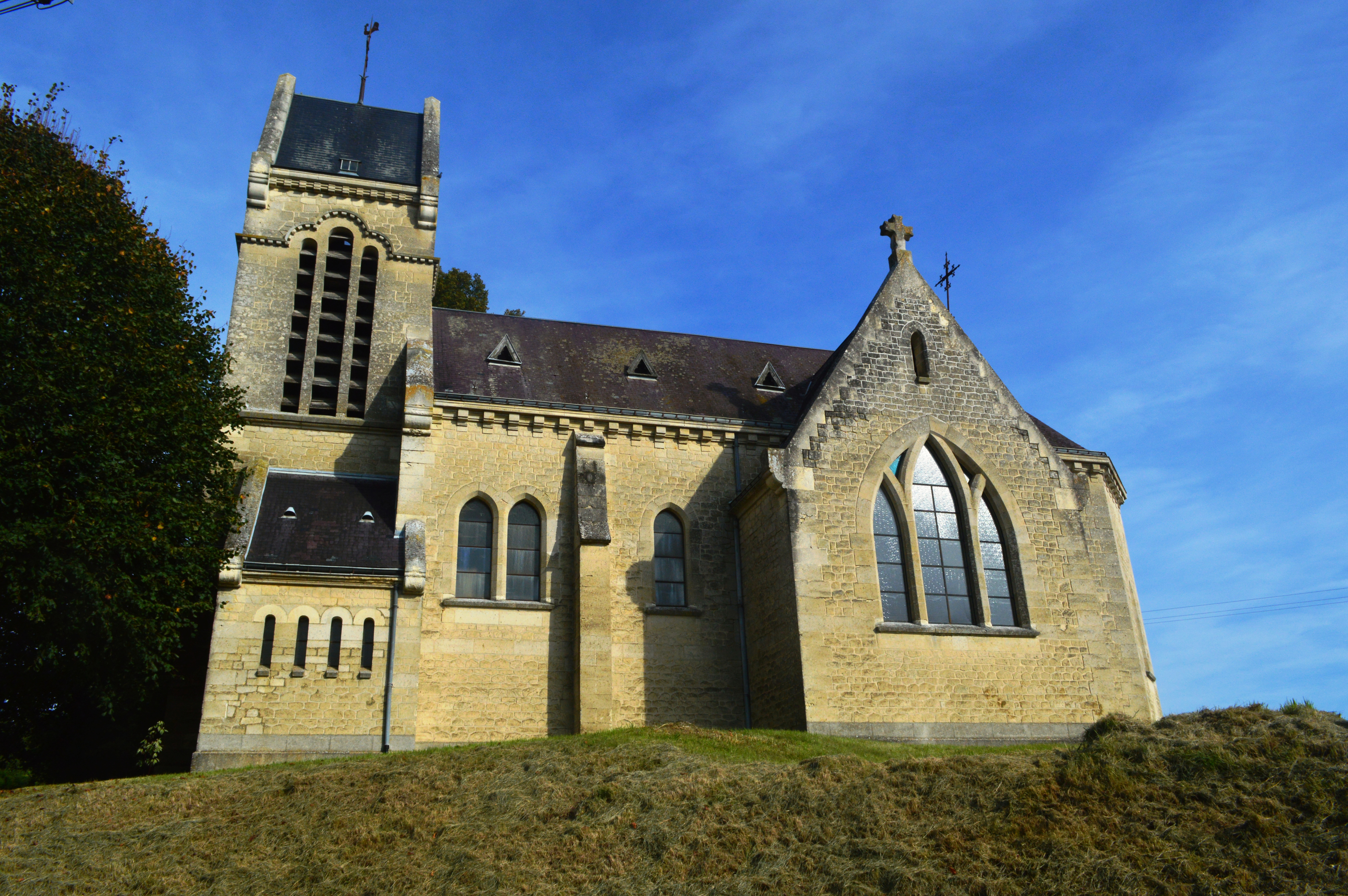
Kirche Saint-Pierre-et-Saint-Paul
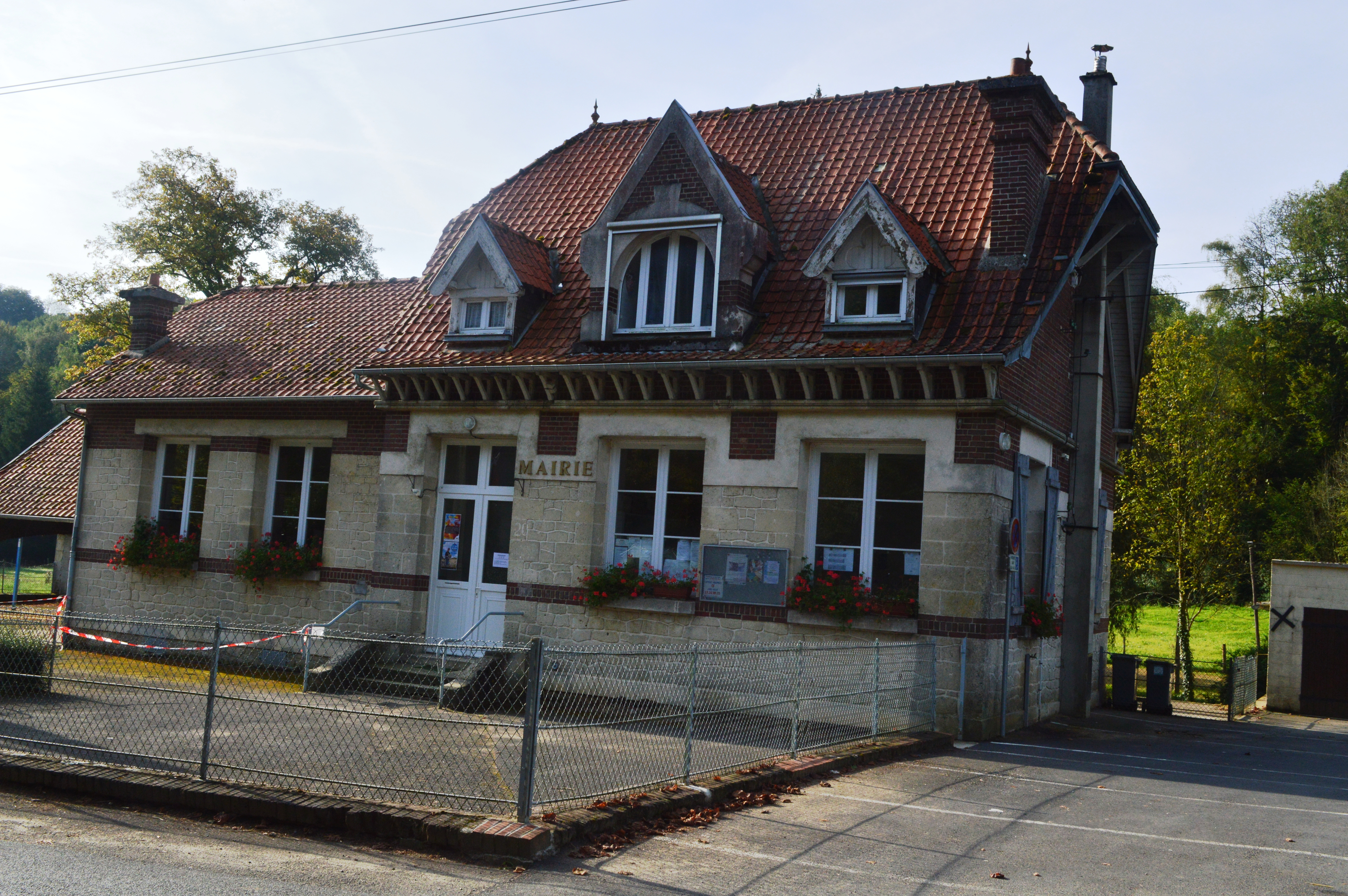
Mairie (Rathaus)
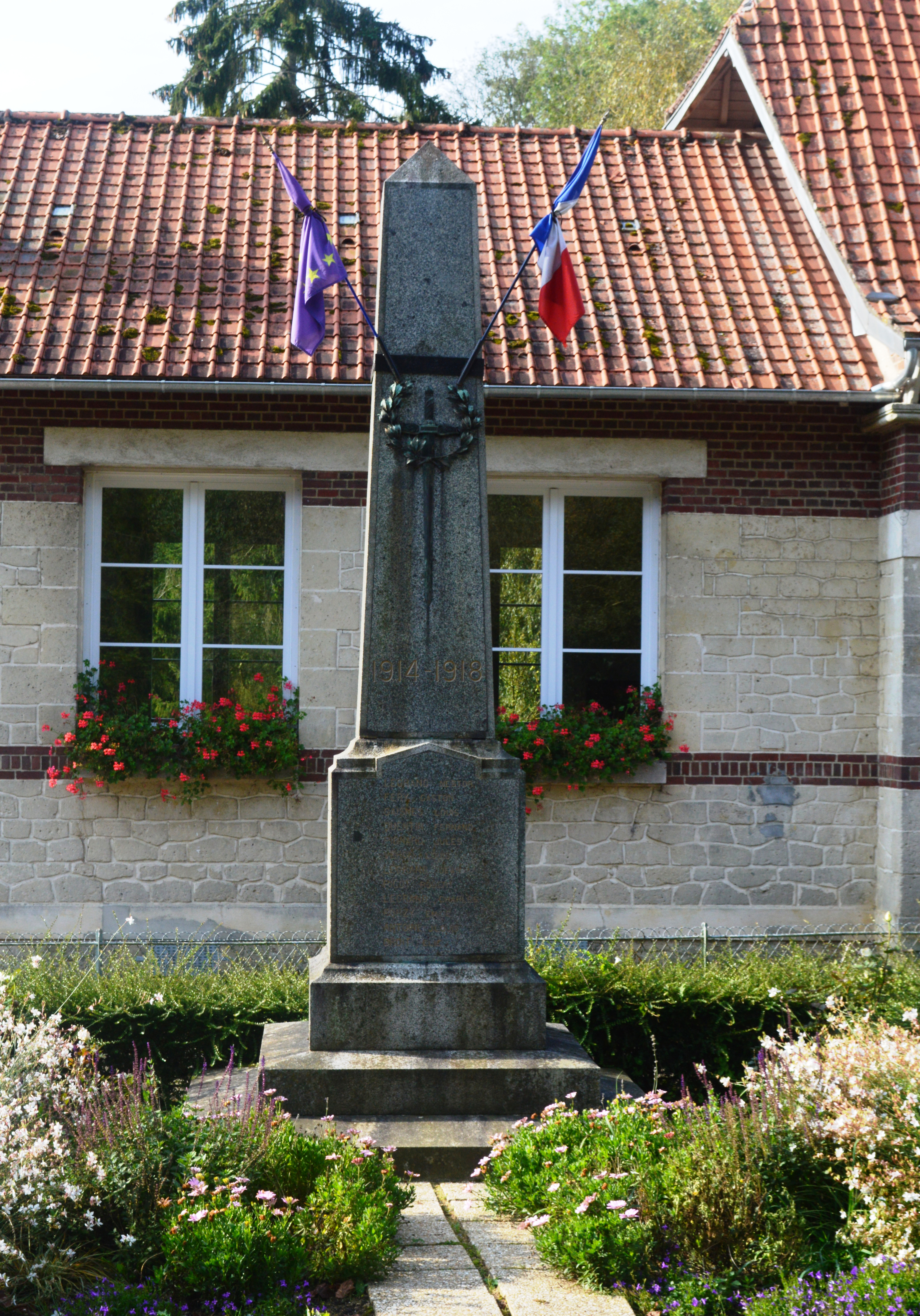
Gefallenendenkmal

- Kirche Saint-Pierre-et-Saint-Paul
- Mairie (Rathaus)
- Gefallenendenkmal